# Nimis
Nimis (szlovénül: Neme) település Olaszországban, Friuli-Venezia Giulia régióban, Udine megyében. Lakosainak száma 2587 fő (2023. január 1.). Nimis Attimis, Povoletto, Reana del Rojale, Lusevera, Taipana és Tarcento községekkel határos.

## Népesség
A település népességének változása:
| Lakosok száma | 2735 | 2711 | 2587 |
|               | 2017 | 2018 | 2023 |